# Спрінгбрук (Айова)
Спрінгбрук (англ. Springbrook) — місто (англ. city) в США, в окрузі Джексон штату Айова. Населення — 143 особи (2020).

## Географія
Спрінгбрук розташований за координатами 42°9′56″ пн. ш. 90°28′45″ зх. д. / 42.16556° пн. ш. 90.47917° зх. д. (42.165592, -90.479117).  За даними Бюро перепису населення США в 2010 році місто мало площу 1,55 км², уся площа — суходіл.

## Демографія
Згідно з переписом 2010 року, у місті мешкали 144 особи в 56 домогосподарствах у складі 45 родин. Густота населення становила 93 особи/км².  Було 64 помешкання (41/км²).
Расовий склад населення:
| - 100,0 % — білих |

До двох чи більше рас належало 0,0 %. Частка іспаномовних становила 0,0 % від усіх жителів.
За віковим діапазоном населення розподілялося таким чином: 19,4 % — особи молодші 18 років, 61,2 % — особи у віці 18—64 років, 19,4 % — особи у віці 65 років та старші. Медіана віку мешканця становила 44,8 року. На 100 осіб жіночої статі у місті припадало 118,2 чоловіків;  на 100 жінок у віці від 18 років та старших — 114,8 чоловіків також старших 18 років.
Середній дохід на одне домашнє господарство  становив 66 617 доларів США (медіана — 60 625), а середній дохід на одну сім'ю — 76 374 долари (медіана — 77 250). За межею бідності перебувало 1,1 % осіб, у тому числі 0,0 % дітей у віці до 18 років та 6,5 % осіб у віці 65 років та старших.
Цивільне працевлаштоване населення становило 95 осіб. Основні галузі зайнятості: будівництво — 18,9 %, транспорт — 16,8 %, роздрібна торгівля — 13,7 %, освіта, охорона здоров'я та соціальна допомога — 11,6 %.